# Château de l'Anglais
Le château de l'Anglais est un édifice qui marque l’apparition de châteaux de styles exotiques construit à Nice de 1856 à 1858 XIXe siècle.
De par sa couleur et sa forme, il demeure comme l’un des témoignages forts des folies qui sont érigées sur la Riviera.

## Situation
Il est situé sur les pentes occidentales du mont Boron et donne à la fois sur le boulevard Carnot et l’avenue Jean Lorrain. 

## Historique
Sa construction débute en 1856, date de l'achat d'un terrain de 22 000 m2, par Robert Smith (1787-1873), colonel du génie britannique en Inde. Il est construit en trois ans et son architecture éclectique s'inspire des constructions néo-mogholes. Les merlons sont inspirés du Fort-Rouge de Delhi que le colonel Smith avait restauré. Le domaine descend sans interruption jusqu’à la mer et comprend de nombreuses fabriques (tours, belvédères, kiosques, escaliers…), toutes dans le même style exotique fantaisiste.
Le château suscite rapidement de nombreux commentaires souvent contradictoires : En 1861, Émile Négrin évoque « un quelque chose, cauchemar des architectes classiques », en 1877, Mayrargue parle « d’une admirable villa où tout ce que l’imagination peut rêver de plus extraordinaire y a été assemblé avec un art exquis » et Stephen Liegeard le juge comme « une bâtisse qui n’est ni un château, ni un palais, ni une tour, ni un bastion, ni une villa, ni une pièce montée, ni un gâteau de Savoie, ni rien qui ait un nom dans aucune langue ».
À partir de 1875, la propriété est achetée par la famille polonaise Gurowsky de Wezele au fils du bâtisseur, puis elle est revendue à différentes sociétés immobilières qui la morcelle en plusieurs lotissements. Après la Seconde Guerre mondiale, le château est transformé en copropriété. Le jardin botanique est classé Monument historique.
Le château (avec la rotonde de l’ancienne salle de musique) fait l’objet d’une inscription au titre des monuments historiques depuis le 20 juin 2000.

## Galerie

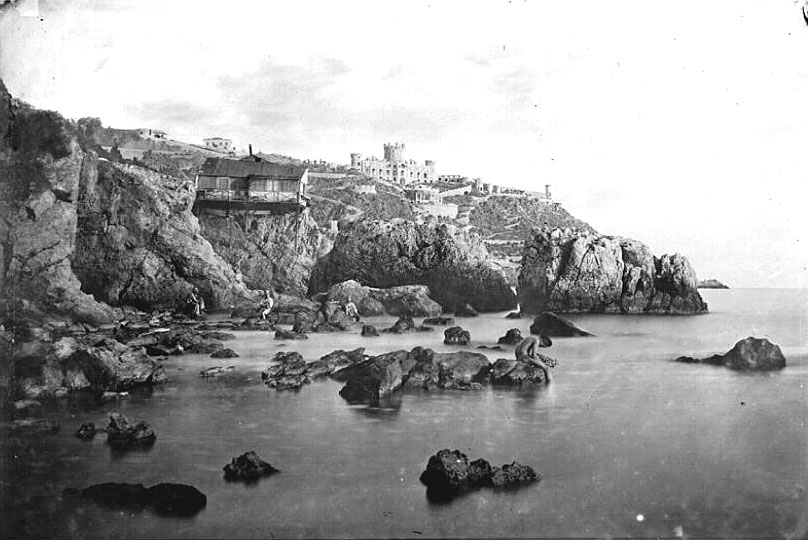
Le château au début du XXe
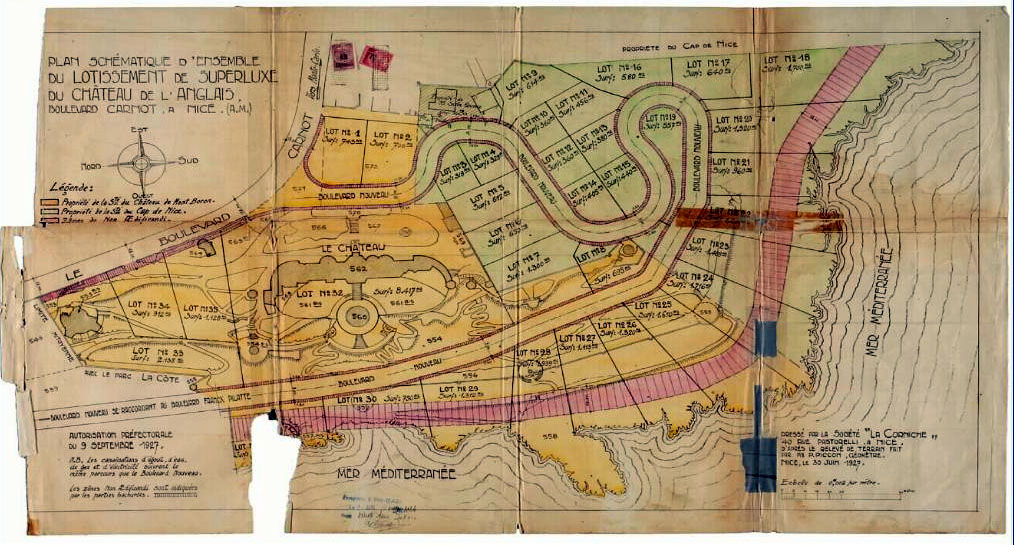
Le lotissement en 1927
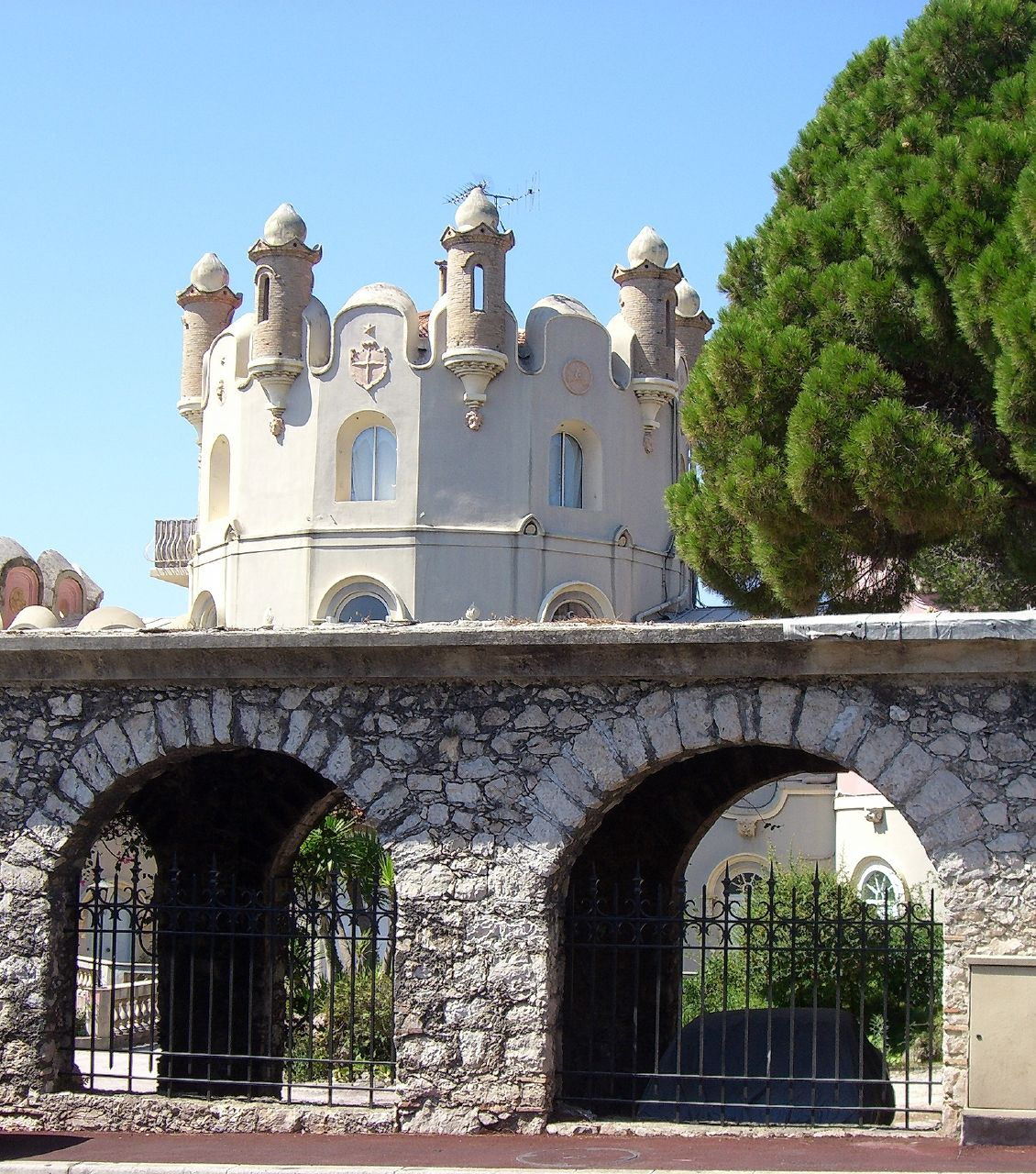
Détails vus du boulevard
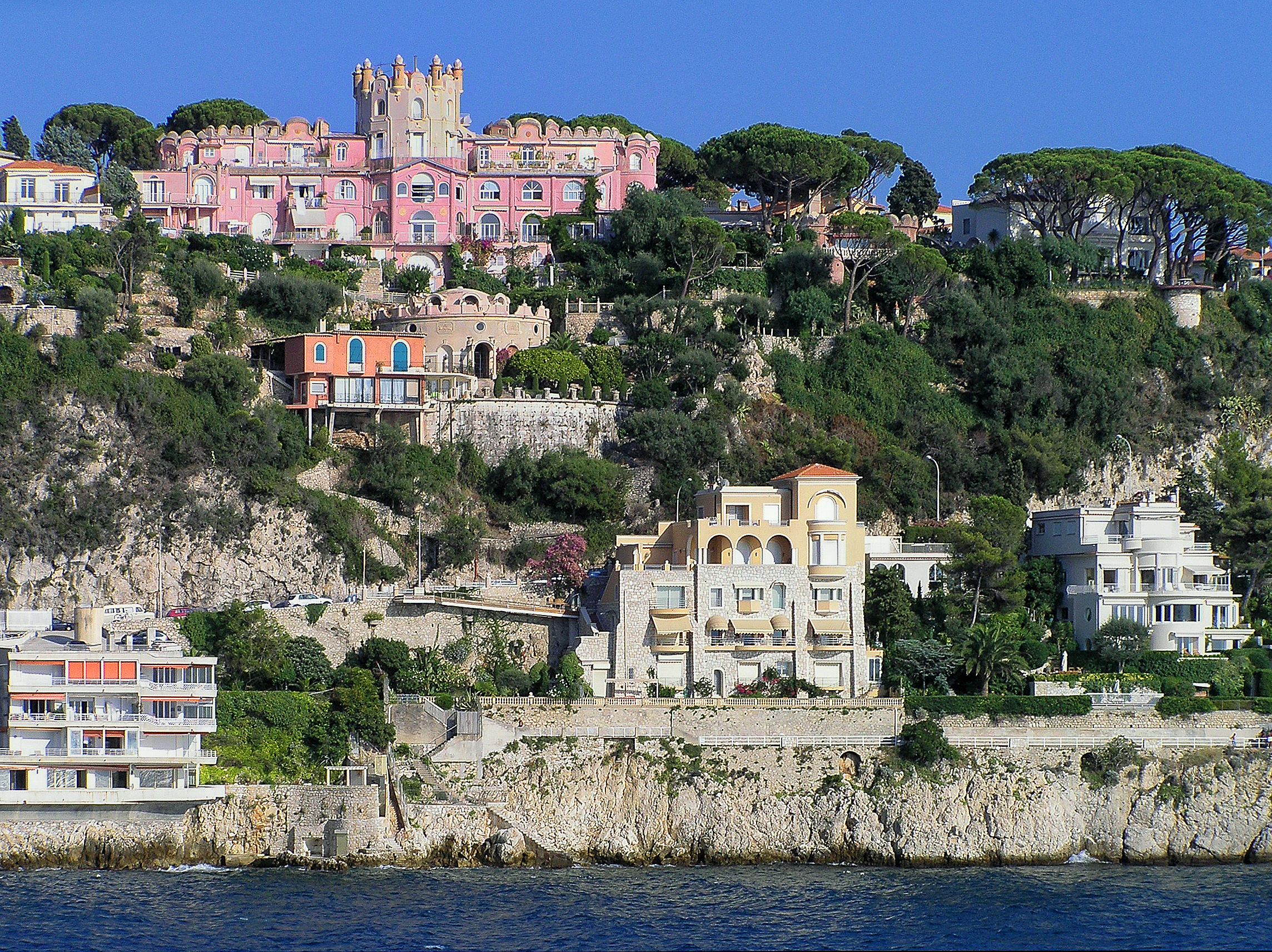
Le Mont-Boron et le château